# Samira Musa
Samira Musa —en árabe سميرة موسى, Samīra Mūsà—, transliterado en medios en inglés como Sameera Moussa (3 de marzo de 1917 - 5 de agosto de 1952) fue una física nuclear egipcia doctorada en radiación ionizante que trabajó para hacer que el uso médico de la tecnología nuclear fuera asequible a todo el mundo. Organizó la Conferencia de la Energía Atómica por la Paz y patrocinó un llamamiento para establecer una conferencia internacional bajo el lema «Átomos para la Paz».

## Juventud y universidad
Nació en 1917 en Egipto, Gobernación de A el-Gharbiya. Tras la muerte de su madre de cáncer la familia se trasladó a El Cairo donde su padre invirtió su dinero en un pequeño hotel en la región de Hussein. Debido a la insistencia de su padre, Musa asistió en la escuela primaria Kaser Lo-Shok, una de las escuelas más antiguas del Cairo. Después de completar su educación primaria, se incorporó a la escuela el Banat El-Ashraf, que había sido edificada y era dirigida por el famoso político y activista Nabawya Musa.
A pesar del hecho que consiguió notas altas en su educación media, y podría haber accedido a los estudios de ingeniería, insistió en ingresar a la Facultad de Ciencias de la Universidad de El Cairo. En 1939, Musa obtuvo una licenciatura en radiología con los primeros honores de la clase después de investigar los efectos de radiación de rayos X en varios materiales. El Dr. Mustafa Musharafa, el primer decano de la facultad, creyó en su estudiante para ayudarla a ser contratada como profesora lectora en la facultad. Después fue primera profesora ayudante en la misma facultad y la primera mujer en obtener un lugar en la universidad, siendo la primera en obtener un doctorado en Radiactividad.

## Investigación nuclear
Musa creía en la iniciativa "Átomos para la Paz" y dijo "haré el tratamiento nuclear tan disponible y tan barato cómo si fuera una aspirina". Trabajó para alcanzar ese propósito y a través de su intensiva investigación, formuló una histórica ecuación que ayudaría a romper los átomos de metales baratos como el cobre, allanando en camino hacia una bomba nuclear barata.
Organizó la Conferencia de la Energía Atómica para la Paz y promovió un llamamiento para establecer una conferencia internacional bajo el lema "Átomos para la Paz", donde muchos de los científicos prominentes del momento estuvieron invitados. La conferencia hizo una serie de recomendaciones para establecer un comité para proteger contra los peligros nucleares que ella defendió con intensidad. Musa también se ofreció voluntaria para ayudar a tratar pacientes de cáncer en varios hospitales especialmente desde que su madre pasara por una fuerte batalla contra esta enfermedad.

## Visita a Estados Unidos
Recibió una beca del Programa Fulbright para ponerse al día sobre los equipamientos de investigación modernos en la Universidad de California en Berkeley. En reconocimiento de su pionera investigación nuclear se le dio permiso para visitar las instalaciones atómicas secretas de Estados Unidos. La visita levantó un encendido debate en los círculos académicos y científicos de Estados Unidos puesto que Musa era la primera persona extranjera en visitar este tipo de instalaciones.
Rechazó varias ofertas que le requerían vivir en Estados Unidos así como la ciudadanía estadounidense diciendo "Egipto, mi patria estimada, me está esperando".

## Sus intereses políticos
Musa esperaba que Egipto y el mundo árabe tuvieran un lugar en medio de este gran progreso científico, pues creía que aumentar la propiedad de armas nucleares contribuiría a lograr la paz, porque cualquier país que adopte la idea de la paz debe hablar desde una posición de fuerza. Fue testigo del flagelo de la guerra y de las pruebas de la bomba atómica que destruyeron Hiroshima y Nagasaki en 1945, y llamó su atención sobre el temprano interés de Israel en poseer armas de destrucción masiva y su búsqueda de armamento nuclear unilateral en la región. Estableció la Autoridad de Energía Atómica solo tres meses después de la declaración del estado de Israel en 1948. 

## Fallecimiento
El 5 de agosto de 1952 después de su primera visita a EE. UU. tenía intención de volver a casa, pero fue invitada a un viaje. En el camino, el coche en que viajaba cayó desde una altura de unos 12 m que la mató inmediatamente.
El siniestro fue sospechoso, y ha dado lugar a numerosas sospechas de que fue un asesinato planificado y que el Mossad israelí estaba detrás. Algunas investigaciones revelaron que la conductora era un seudónimo, y que la administración del reactor no envió a nadie para acompañarla. Samira Musa le decía a su padre en sus cartas: “Si hubiera una fábrica en Egipto como las de aquí, habría podido hacer muchas cosas”. Mohamed El-Zayat, asesor cultural de Egipto en Washington, comentó en ese momento que la palabra "muchas cosas" significaba que podía inventar un dispositivo para descomponer metales baratos en átomos por conducción térmica de gases y luego fabricar una bomba atómica barata. En su último mensaje dijo: “Pude visitar los laboratorios atómicos en América, y cuando regrese a Egipto prestaré grandes servicios a mi país en este campo, y podré servir a la causa de la paz." 

## Participación en actividades sociales y humanitarias
Samira participó en todas las actividades vitales cuando era estudiante en la Facultad de Ciencias, donde se unió a la revolución estudiantil de noviembre de 1932, que fue una protesta contra las declaraciones del británico Lord Samuel. Participó también en numerosas organizaciones solidarias. 
En reconocimiento a sus esfuerzos, se le concedieron muchos premios. Entre ellos:
- 1953, honrada por el Ejército egipcio.
- 1981, otorgada la Orden de Primera Clase en Ciencia y Artes, por el entonces presidente Anwar el-Sadat.
- Un laboratorio en la Facultad de Ciencias y una escuela de su pueblo llevan su epónimo.
- La televisión egipcia transmitió la serie titulada El Inmortal dramatizando su biografía.
- El 1998, mientras se celebraba el Día de Mujer egipcia, se decidió establecer una jornada cultural en su lugar de nacimiento que trae su nombre.